# Гороховое (Черниговская область)
Гороховое (укр. Горохове) — село в Коропском районе Черниговской области Украины. Население — 158 человек.
Код КОАТУУ: 7422286502. Почтовый индекс: 16262. Телефонный код: +380 4656.

## Власть
Орган местного самоуправления — Пролетарский сельский совет. Почтовый адрес: 16262, Черниговская обл., Коропский р-н, с. Полесское, ул. Звёздная, 2.